# Royal Antwerp F.C.
Royal Antwerp Football Club (có nghĩa là Câu lạc bộ bóng đá Hoàng gia Antwerp) , thường được gọi là Royal Antwerp hoặc đơn giản Antwerp , là một câu lạc bộ bóng đá chuyên nghiệp của Bỉ, có trụ sở tại thành phố Antwerp. Được thành lập vào khoảng năm 1880 với tên Câu lạc bộ cricket Antwerp bởi các sinh viên người Anh cư trú tại Antwerp, 15 năm trước khi thành lập Hiệp hội bóng đá Hoàng gia Bỉ, Antwerp được coi là câu lạc bộ lâu đời nhất ở Bỉ. Lúc đầu, không có môn bóng đá có tổ chức nào được tổ chức bởi các thành viên, cho đến năm 1887 khi bộ phận bóng đá được thành lập với một hội đồng riêng, lấy tên là Câu lạc bộ bóng đá Antwerp.. Là câu lạc bộ hoạt động lâu đời nhất vào thời điểm đó, đây là câu lạc bộ đầu tiên đăng ký tham gia Hiệp hội vào năm 1895. Do đó, khi số điểm trúng tuyển được đưa ra vào năm 1926, câu lạc bộ đã nhận được điểm trúng tuyển số một.
Đội đã 5 lần vô địch giải VĐQG Bỉ và 4 lần Cúp bóng đá Bỉ, trong đó có cú đúp vào mùa giải 2022–23. Ở các giải đấu châu Âu, đội đã lọt vào trận chung kết Cúp các nhà vô địch UEFA Cup năm 1992–93.

## Cầu thủ

### Đội hình hiện tại
Tính đến ngày 11/2/2024
Ghi chú: Quốc kỳ chỉ đội tuyển quốc gia được xác định rõ trong điều lệ tư cách FIFA. Các cầu thủ có thể giữ hơn một quốc tịch ngoài FIFA.
| Số | VT | Quốc gia  | Cầu thủ                                |
| -- | -- | --------- | -------------------------------------- |
| 1  | TM | Pháp      | Jean Butez                             |
| 2  | HV | Bỉ        | Ritchie De Laet                        |
| 3  | HV | Bỉ        | Björn Engels                           |
| 5  | HV | Hà Lan    | Owen Wijndal (mượn từ Ajax)            |
| 6  | TV | Bỉ        | Eliot Matazo (mượn từ Monaco)          |
| 7  | TV | Hà Lan    | Gyrano Kerk (mượn từ Lokomotiv Moscow) |
| 8  | TV | Nigeria   | Alhassan Yusuf                         |
| 9  | TĐ | Pháp      | George Ilenikhena                      |
| 10 | TV | Bỉ        | Michel-Ange Balikwisha                 |
| 17 | TV | Thụy Điển | Jacob Ondrejka                         |
| 18 | TĐ | Hà Lan    | Vincent Janssen                        |
| 19 | TĐ | Nigeria   | Chidera Ejuke (mượn từ CSKA Moscow)    |
| 23 | HV | Bỉ        | Toby Alderweireld (đội trưởng)         |
| 24 | TV | Hà Lan    | Jurgen Ekkelenkamp                     |

| Số | VT | Quốc gia | Cầu thủ                                        |
| -- | -- | -------- | ---------------------------------------------- |
| 27 | TV | Bỉ       | Mandela Keita (mượn từ OH Leuven)              |
| 33 | HV | Bỉ       | Zeno Van Den Bosch                             |
| 34 | HV | Bỉ       | Jelle Bataille                                 |
| 44 | HV | Pháp     | Soumaïla Coulibaly (mượn từ Borussia Dortmund) |
| 46 | TV | Bỉ       | Milan Smits                                    |
| 52 | HV | Bỉ       | Kobe Corbanie                                  |
| 55 | TĐ | Ecuador  | Anthony Valencia                               |
| 56 | TV | Bỉ       | Eran Tuypens                                   |
| 60 | TĐ | Nigeria  | Victor Udoh                                    |
| 81 | TM | Bỉ       | Niels Devalckeneer                             |
| 83 | HV | Bỉ       | Dorian Dessoleil                               |
| 84 | TV | Mali     | Mahamadou Doumbia                              |
| 87 | TM | Bỉ       | Davino Verhulst                                |
| 89 | TV | Bỉ       | Gerard Vandeplas                               |
| 91 | TM | Bỉ       | Senne Lammens                                  |